# Speicherstadt Potsdam

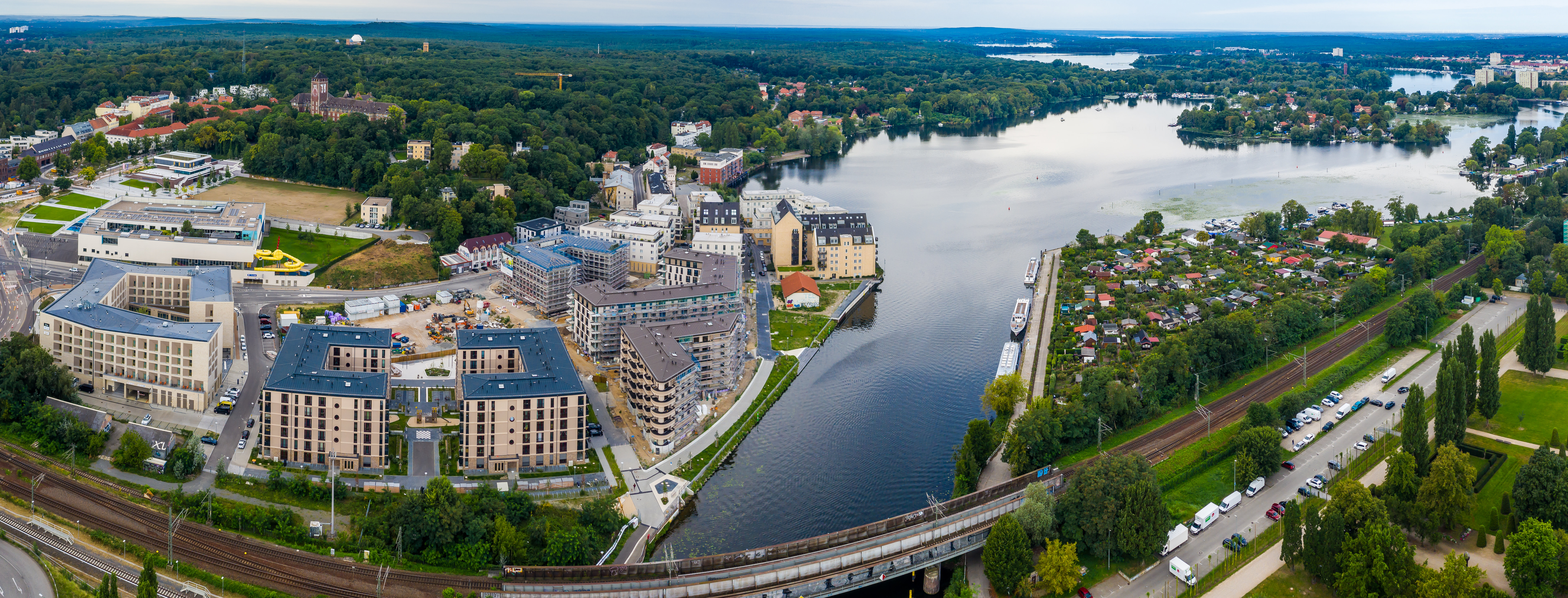
Luftbild, August 2023

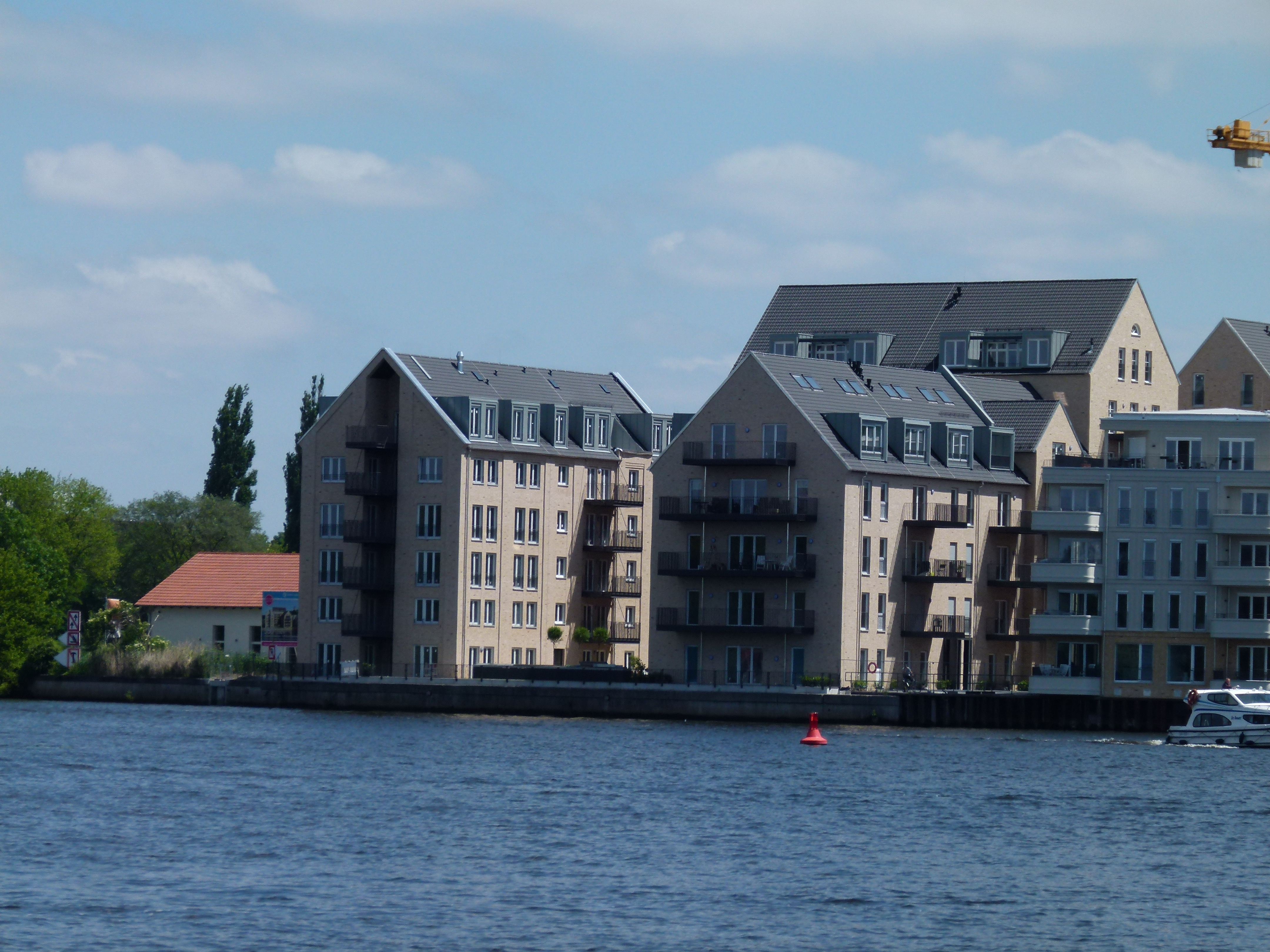
Neubauten von der Havel gesehen, Mai 2013

Die Potsdamer Speicherstadt ist ein Entwicklungsgebiet, das in den nächsten Jahren zu einem Stadtquartier entwickelt werden soll. Bis Ende 2014 sind im südlichen Bereich 253 Miet- und Eigentumswohnungen gebaut und denkmalgeschützte Gebäude renoviert worden und bis 2022 folgte dann die Bebauung des nördlichen Abschnitts mit rund 270 Wohnungen und einem großen Hotel.

## Lage
Die Speicherstadt liegt in Potsdam zwischen Brauhausberg und Havel, gegenüber dem Stadtschloss. Es wird im Süden und Osten durch die Leipziger Straße und die Lange Brücke, bis im Norden durch die Bahntrasse vom Hauptbahnhof eingefasst. Westlich wird das Gebiet auf natürliche Art durch die Havel begrenzt.

## Masterplan
Im September 2010 wurde mit der Präsentation des Masterplans „Potsdam, Speicherstadt, Städtebauliches Konzept“ von Christoph Kohl | KK Architekten städtebauliche Grundlage für den Bebauungsplan geschaffen. Der Masterplan sieht unter Erhaltung denkmalgeschützter bzw. ortsbildprägender Gebäude und unter Berücksichtigung historischer Sichtbeziehungen und Grünbezüge eine Entwicklung der Speicherstadt zu einem kleinteilig gegliederten, verdichteten neuen Stadtteil vor. Für die Entwicklung des Brauhausbergs ist im städtebaulichen Wettbewerb Brauhausberg im Jahr 2013 das Konzept von Christoph Kohl | KK Architekten durch den Entwurf des Potsdamer Architekturbüros Löffler und Engel abgelöst worden, der die Grundlage und Zielstellung des Bebauungsplanentwurfs bildete.

## Nördliche Speicherstadt
Das Areal westlich des Hauptbahnhofs und nördlich des Blu-Schwimmbads ist gemäß Masterplan für die Speicherstadt als Wissenschafts- und Dienstleistungsstandort sowie für Wohnnutzung vorgesehen. Die Bebauung firmiert auch unter der Bezeichnung Havel Quartier Potsdam. Anfang 2023 wurde dort das Niu Amenity Hotel eröffnet. Um einen Platz herum schließen sich dann westlich weitere Gebäude für Gastronomie, Einzelhandel und – vor allem zum Havelufer hin – für etwa 270 Wohnungen an, die bis 2025 fertiggestellt worden sein sollen.

## Südliche Speicherstadt
In der ersten Bauphase sind 155 Mietwohnungen und 98 Eigentumswohnungen durch die Berliner Groth Gruppe errichtet worden. Für die Gestaltung zeichnen die Architekturbüros Christoph Kohl | KK Architekten, Hilmer & Sattler und Albrecht, kmh architekten sowie nps Tchoban Voss verantwortlich. Die Außenanlagen wurden durch Lützow 7 Garten- und Landschaftsarchitekten gestaltet.